# Барб, Норбер Бертран
Норбер-Бертран Барб (фр. Norbert-Bertrand Barbe; род. 1968) — французский историк искусства, семиолог, художник и литератор (поэт и сценарист). Почётный член Никарагуанской академии языка.
Области его изысканий: изучение перехода от модернизма к новейшему времени, от изобразительного искусства к абстрактному.